# Личные рекорды НХЛ
Личные рекорды Национальной хоккейной лиги по состоянию на окончание  сезона 2022/23.

## Сезоны
- Количество сезонов — 26 (Горди Хоу, Крис Челиос)
- Количество сезонов в плей-офф — 24 (Крис Челиос)
- Количество сезонов в плей-офф подряд — 20 (Ларри Робинсон, Никлас Лидстрём)

## Матчи
- Количество матчей в регулярных чемпионатах — 1779 (Патрик Марло)
- Количество матчей в регулярных чемпионатах и плей-офф — 1992 (Марк Мессье)
- Количество матчей в плей-офф — 266 (Крис Челиос)
- Количество матчей в регулярных чемпионатах подряд — 1064 (Фил Кессел)
- Количество матчей без единого матча в плей-офф — 734 (Ги Шаррон)

## Возраст
- Самый возрастной участник матча НХЛ — Горди Хоу (52 года и 11 дней) — 11 апреля 1980
- Самый возрастной защитник — Крис Челиос (48 лет и 71 день) — 6 апреля 2010
- Самый возрастной вратарь — Морис Робертс (45 лет и 345 дней) — 25 ноября 1951
- Самый возрастной дебютант (полевой игрок) — Конни Мэдиган (38 лет и 94 дня) — 6 февраля 1973
- Самый возрастной дебютант (вратарь) — Дэвид Эйрс (42 года и 194 дня) — 22 февраля 2020
- Самый молодой участник матча НХЛ — Бен Гвидолин (16 лет и 337 дней) — 12 ноября 1942
- Самый молодой вратарь — Харри Ламли (17 лет и 42 дня) — 23 декабря 1943

## Шайбы
- Количество шайб за карьеру — 1016 (Уэйн Гретцки)
- Количество шайб в регулярных чемпионатах — 895 (Александр Овечкин)
- Количество шайб в плей-офф — 122 (Уэйн Гретцки)
- Количество шайб за один регулярный сезон — 92 (Уэйн Гретцки, 1981/82)
- Количество шайб за один розыгрыш плей-офф — 19 (Реджи Лич, 1976; Яри Курри, 1985)
- Количество шайб за один сезон + плей-офф — 100 (Уэйн Гретцки, 1983/84)
- Количество шайб за одну серию плей-офф — 12 (Яри Курри, в 6 матчах)
- Самые быстрые 50 шайб со старта сезона — 39 матчей (Уэйн Гретцки)
- Количество шайб в одном матче — 7 (Джо Мэлоун)
- Количество шайб в одном выездном матче — 6 (Ред Беренсон)
- Наибольшее количество победных шайб в регулярных чемпионатах — 136 (Александр Овечкин)

## Передачи
- Наибольшее количество передач за карьеру — 2223 (Уэйн Гретцки)
- Наибольшее количество передач в регулярных чемпионатах — 1963 (Уэйн Гретцки)
- Наибольшее количество передач в плей-офф — 260 (Уэйн Гретцки)
- Количество передач за один регулярный сезон — 163 (Уэйн Гретцки, 1985/86)
- Количество передач за один розыгрыш плей-офф — 34 (Коннор Макдэвид, 2024)
- Количество передач за один сезон + плей-офф — 174 (Уэйн Гретцки, 1985/86)
- Количество передач в одном матче — 7 (Билли Тэйлор, 16 марта 1947; Уэйн Гретцки, 15 февраля 1980, 11 декабря 1985, 14 февраля 1986)
- Количество передач в одном матче плей-офф — 6 (Микко Лейнонен, 8 апреля 1982; Уэйн Гретцки, 9 апреля 1987)
- Количество передач в одном периоде — 5 (Дэйл Хаверчук, 6 марта 1984; Крис Летанг, 27 декабря 2023)

## Очки
- Наибольшее количество очков за карьеру — 3239 (Уэйн Гретцки)
- Наибольшее количество очков в регулярных чемпионатах — 2857 (Уэйн Гретцки)
- Наибольшее количество очков в плей-офф — 382 (Уэйн Гретцки)
- Очки за один матч — 10 (Дэррил Ситтлер)
- Очки за один матч плей-офф — 8 (Патрик Сундстрём, 22 апреля 1988; Марио Лемьё, 25 апреля 1989)
- Очки за один период — 6 (Брайан Троттье, Мика Зибанежад)
- Очки в финальных сериях плей-офф за карьеру — 62 (Жан Беливо)

## Количество побед в Кубке Стэнли
- 11 — Анри Ришар
- 10 — Жан Беливо, Иван Курнуайе
- 9 — Клод Прово
- 8 — Ред Келли, Жак Лемер, Морис Ришар, Серж Савар
- 7 — Жан-Ги Тальбо

## Источник
- NHL, Official Guide & Record Book / 2018, Dan Diamond and Associates, Inc., 2017, 680 p. ISBN 978-1-62937-477-2.